# 大溪乡 (宝兴县)
大溪乡，是中华人民共和国四川省雅安市宝兴县下辖的一个乡镇级行政单位。

## 行政区划
大溪乡下辖以下地区：
罗家村、烟溪村、曹家村和大溪垴村。